# Bernard III de Nîmes
Pour les articles homonymes, voir Bernard III.
Bernard III de Nîmes ou Bernard du Pouget est un prélat du Moyen Âge, qui fut brièvement évêque de Cornouaille et le quarante-unième évêque connu de Nîmes en 1324.

## Biographie
Bernard du Pouget est un franciscain, frère du Cardinal Bertrand du Pouget Légat pontifical en Lombardie auprès duquel il demeure. Le pape Jean XXII le nomme néanmoins évêque de Quimper et écrit à deux reprises au duc Jean III de Bretagne le 7 septembre 1322 et le 7 juin 1323 pour justifier que le nouveau promu ne se soit pas encore présenté à lui. Craignant néanmoins une réaction du duc il décide de le transférer à l'évêché de Nimes dès juillet 1324 sans qu'il ne soit jamais venu en Bretagne  Il n'aurait survécu que peu de temps à son transfert .